# Герой Російської Федерації
Геро́й Росі́йської Федера́ції  — державна нагорода Російської Федерації — звання, що присвоюється за заслуги перед вищевказаною державою і народом, пов'язані зі здійсненням героїчного подвигу.
Звання Героя Російської Федерації є одним з трьох вищих звань Російської Федерації (поряд зі званням Героя праці Російської Федерації, заснованим 2013 року, та званням «Мати-героїня», заснованим 2022 року).
Герою Російської Федерації вручається знак особливої відзнаки — медаль «Золота Зірка».

## Історія заснування
Звання було засноване законом Російської Федерації «Про встановлення звання Героя Російської Федерації та заснування знаку особливої відзнаки — Медалі „Золота Зірка“» від 20 березня 1992 року і введено в дію того ж дня згідно з постановою Верховної Ради Російської Федерації.
Звання героя Російської Федерації надається Президентом Російської Федерації.

## Нагороджені особи
Четверо з них є одночасно Героями Радянського Союзу: С. К. Крикальов, В. В. Поляков, полковник Н. С. Майданов, професор А. М. Чілінгаров.
Число нагороджених на березень 2007 року склало 876 осіб, з них 408 посмертно.
Серед них — спортсмени Любов Єгорова, Олександр Карелін, Лариса Лазутіна, вчений дослідник Артур Чілінгаров, і такі відомі особи, як Геннадій Падалка, Володимир Шаманов, Геннадій Трошев, Сергій Шойгу, Ахмат Кадиров, Рамзан Кадиров.
З запізненням нагороджені орденом і учасники війни 1939—1945 років. Серед них і єдина жінка — пілот-штурмовик Лідія Іванівна Шулайкина; загиблі у 1945 році льотчики Віктор Носов і Федір Дорофєєв.
Орденом нагороджувалися учасники військової операції в Сирії — 22 особи, 8 з них — посмертно
Орденом нагороджені учасники повномасштабного вторгнення Росії в Україну. Станом на квітень 2024 року — 267 військовослужбовців ЗС РФ, в тому числі колаборанти з ОРДЛО — 3 особи.